# أحمد الصراف
أحمد الصراف، (1945-) صحفي وكاتب ورجل أعمال ومصرفي كويتي.

## المسيرة المهنية
كانت بدايته العملية في المقاولات، حيث عمل في هذا المجال لمدة تزيد عن 20 عاماً، كما عمل موظفاً في أحد البنوك الكويتية من عام 1965 إلي عام 1981، في الفترة من  1993 -1994-1995 حقق عضوية مجلس إدارة بنك الخليج، حالياً يشغل منصب رئيس مجلس إدارة الوطنية الطبية منذ 1989 وحتى اليوم. نشرت له العديد من المقالات في مختلف الصحف الكويتية والعربية والتي حقق من خلالها شهرة، في معظم كتاباته الروائية يسلط الضؤء علي قضية الهجرة والتهجير ومعاناتها. ثم برز من خلال منصات التواصل الإجتماعي، أثار خلال الفترة الماضية وفي مقال أكد من خلاله دعمه “المثليين الجنسيين” جدلاً واسعاً علي السوشيال ميديا، ينشر له يومياً عمود في صحيفة القبس الكويتية.

### الشهادات العلمية والتدريب
- إدارة الإعمال – الجامعة العربية – بيروت 1974.[3]
- الدراسات المصرفية والتدريب في بنك باركليز – لندن 1968.[3]
- البنك الوطني في فيلادلفيا – فيلادلفيا 1978.[3]
- الإدارة المصرفية – كلية وارتون – فيلادلفيا 1978.[3]

### المناصب
- مؤسس ورئيس مجلس إدارة جمعية الصداقة الكويتية الإنسانية.[3]
- كاتب في جريدة القبس اليومية – الكويت 1993
- رئيس مجلس إدارة شركة الوطنية الطبية في الكويت 1989
- عضو مجلس إدارة بنك الخليج في الكويت 1993 - 1995
- رئيس شركة عبر الخليج للتجارة في دبي 1990 – 1991
- رئيس شركة LINSAR للتطوير العقاري – لندن 1985 – 1990
- رئيس شركة المطوع والصراف للمقاولات في الكويت 1977-1990
- بنك الخليج في الكويت 1964 – 1980.[3]

## مؤلفاته
- كلام الناس...ذكريات ومقالات، منشورات ذات السلاسل، 2017.[4]
- 72 ساعة في حياة برهان مغامرة، منشورات ذات السلاسل، 2020.[5]
- عبد اللطيف الأرمني والتفاحات الثلاث، الدار العربية للعلوم ناشرون، 2018.[6]

## انتقادات
وقال عن إرتداء المرأة للحجاب في إحدي مقالاته معلقاً:”كنت أتساءل دائما: لماذا يجب أن أفرض على المرأة أن تنتقب أو تتحجب، أو حتى أن تضع “إيشاربا” على رأسها؟ من أكون لكي أفرض عليها ذلك؟ لماذا لا يترك القرار لها؟ الا يكفيها ما تعانيه في مجتمع “ارتخى واعتاد “على تحقير المرأة ووضعها دون الرجل بكثير ليأتي من يضعها في كيس أسود، على الرغم عن إرادتها؟ ومن هي هذه المرأة؟ أليست أقرب الناس إلينا، وصاحبات الفضل علينا؟ فكيف نفرض عليهن ما لا نحبه لأنفسنا؟”.